# Ammerbuch
Ammerbuch är en kommun (tyska Gemeinde) i Landkreis Tübingen i delstaten Baden-Württemberg i Tyskland. Kommunen består av ortsdelarna (tyska Ortsteile) Altingen, Breitenholz, Entringen, Pfäffingen, Poltringen och Reusten. Folkmängden uppgår till cirka 11 600 invånare, på en yta av 48,06 kvadratkilometer.

## Befolkningsutveckling
| Befolkningsutvecklingen i Ammerbuch 1975–2015 | Befolkningsutvecklingen i Ammerbuch 1975–2015 | Befolkningsutvecklingen i Ammerbuch 1975–2015 | Befolkningsutvecklingen i Ammerbuch 1975–2015 | Befolkningsutvecklingen i Ammerbuch 1975–2015 |
| --------------------------------------------- | --------------------------------------------- | --------------------------------------------- | --------------------------------------------- | --------------------------------------------- |
|                                               |                                               |                                               |                                               |                                               |
| År                                            |                                               |                                               | Folkmängd                                     | Areal (ha)                                    |
| 1975                                          | 1975                                          |                                               | 8 101                                         | 4 800                                         |
| 1980                                          | 1980                                          |                                               | 8 796                                         |                                               |
| 1985                                          | 1985                                          |                                               | 9 465                                         |                                               |
| 1990                                          | 1990                                          |                                               | 10 196                                        | 4 801                                         |
| 1995                                          | 1995                                          |                                               | 10 797                                        | 4 805                                         |
| 2000                                          | 2000                                          |                                               | 11 089                                        |                                               |
| 2005                                          | 2005                                          |                                               | 11 571                                        | 4 806                                         |
| 2010                                          | 2010                                          |                                               | 11 533                                        |                                               |
| 2015                                          | 2015                                          |                                               | 11 264                                        |                                               |
|                                               |                                               |                                               |                                               |                                               |